# Аеродром Тел Авив
Аеродром Бен Гурион Тел Авив (хебр. נמל התעופה בן-גוריון, енгл. Ben Gurion International Airport) је главни међународни аеродром Израела, поред највећег градског подручја - Тел Авива.. Аеродром је смештен 20 km југоисточно од средишта града.
Аеродром Бен Гурион је далеко најпрометнији у држави - 2018. године кроз њега је прошло готово 23 милиона путника. Аеродром је и авио-чвориште за авио-компаније: „Аркија”, „КАЛ Карго Ерлајнс”, „Ел Ал”, „Израир Ерлајнс” и „Сан Д'Ор”.
Сматра се да је међу пет најбољих аеродрома на Блиском истоку због свог путничког искуства и високог нивоа безбедности; иако је био мета неколико терористичких напада, ниједан покушај отмице авиона који је полетео са аеродрома Бен Гурион никада није успео.

## Историја

### Период британског мандата (1934–1948)
Аеродром је настао током британског мандата за Палестину као стаза од две неасфалтиране писте на периферији града Лида (сада Лод), у близини Темплера колоније Вилхелма. Изграђен је 1934. године, углавном на наговор корпорације Airwork Services. Прва путничка услуга на новом аеродрому била је линија EgyptAir-а Каиро — Лида— Никозија, која је отворена 3. августа 1935. Након тога, EgyptAir је преко Лиде одлетео за Хаифу и Багдад. Прва континентална европска авио-компанија са редовним превозом до Лиде била је ЛОТ пољске авио-линије 4. априла 1937. До тада је аеродром Лида имао четири потпуно оперативне бетонске писте. Холандски КЛМ, који се од 1933. заустављао у Гази на путу за Батавију (сада Џакарту), преселио је своје услуге у Лиду 1937. Imperial Airways је такође користио Лиду као станицу за допуну горива на путу за Индију.
Током Другог светског рата, Imperial Airways и касније British Airways Corporation наставили су са превозом до Лиде до пада Француске у јуну 1940. Када је јапанска војска напредовала у Бурму и Малају у фебруару 1942. године, КЛМ је смањио своју руту до Батавије и учинио Лиду источним крајем руте. EgyptAir, који је обуставио летове након британске објаве рата, наставио је недељну услугу Каиро—Лида—Никозија у мају 1940.
Године 1943. аеродром је преименован у „РАФ Станица Лида“ и наставио је да служи као главни аеродром за војни ваздушни транспорт и трајектне операције авиона између војних база у Европи, Африци, Блиском истоку (углавном Ираку и Персији ) и јужној/југоисточној Азији. Године 1944, када је немачка претња на Блиском истоку јењавала, Aviron Aviation Company је покренула саобраћај четири пута недељно између Лиде и Хаифе.
Прву цивилну трансатлантску руту, Њујорк до аеродрома Лида, отворила је Trans World Airlines 1946. Британци су одустали од аеродрома крајем априла 1948. године.

### Прве деценије Израела (1948–1973)
Године 1948. Израелци су променили званични назив аеродрома из Лида у Лод (име оближњег града на хебрејском), а име аеродрома је постало Аеродром Лод. Летови су настављени 24. новембра 1948. Те године је кроз терминал прошло 40.000 путника. До 1952. број је порастао на 100.000 месечно. У року од једне деценије, ваздушни саобраћај се повећао до тачке када су локални летови морали да буду преусмерени на други аеродром у Тел Авиву, аеродром Сде Дов (СДВ) на северној обали града. До средине 1960-их, 14 међународних авио-компанија је слетело на аеродром.
Име аеродрома је промењено из Лод у Међународни аеродром Бен Гурион 1973. године у част првом израелском премијеру Давиду Бен-Гуриону, који је умро те године.

#### Терористички инциденти (1972)
Иако је аеродром Бен Гурион био мета палестинских напада, усвајање строгих мера предострожности је осигурало да ниједан авион који полеће са аеродрома Бен Гурион никада није био отет. С друге стране, авиони отети из других земаља слетели су на Бен Гурион, што је допринело дешавању два велика инцидента у историји аеродрома.
У првом инциденту, 8. маја 1972. године, четворица палестинских терориста из Црног септембра отели су лет Сабене на путу из Беча и натерали га да слети на аеродром Бен Гурион. Командоси Сајерет Маткал, укључујући Бенјамина Нетанјахуа, предвођени Ехудом Бараком (обојица будућих израелских премијера) упали су у авион, убивши двојицу отмичара и заробивши другу двојицу. Један путник је погинуо.

Касније тог месеца, 30. маја 1972, у нападу познатом као масакр на аеродрому у Лоду, 24 особе су убијене, а 80 повређено када су три припадника јапанске Црвене армије испалила ватру из митраљеза у зони доласка путника. Међу жртвама је био Ахарон Кацир, истакнути биофизичар протеина и брат 4. председника Израела. Међу повређенима су били Ефраим Кацир и група од двадесет порториканских туриста који су тада стигли у Израел.
Једини терориста који је преживео био је Козо Окамото, који је добио доживотну казну затвора, али је пуштен 1985. у склопу размене затвореника са PFLP-CG.

### Од 1980-их година
Више зграда и писта је додато током година, али са почетком масовне имиграције из Етиопије и бившег Совјетског Савеза 1980-их и 90-их, као и глобалним повећањем међународних пословних путовања, постојећи објекти постали су неадекватни, што је довело до дизајнирања новог најсавременијег терминала који би могао да прими очекивани прилив туризма за прославу уласка у нови миленијум 2000. године. Одлука да се настави са пројектом донета је у јануару 1994. године, али је нови терминал, познат као Терминал 3, отворио своја врата тек деценију касније, 2. новембра 2004. Током сукоба са Газом у јулу 2014. године, неколико авио-компанија је забранило летове до аеродрома на неколико дана.
Најдаљи директни лет који је отишао са аеродрома био је приватни Ербас А340 у власништву милијардера казино могула Шелдона Аделсона који је 2. јануара 2017. одлетео за Хонолулу на рути преко Северног леденог океана. Предвиђено је да лет траје 17 сати и 40 минута.
Аеродром Рамон, међународни аеродром у близини јужног израелског града Еилата, служи као аеродром за скретање за аеродром Бен Гурион.